# إيمرسون سانتوس
إيمرسون سانتوس (بالبرتغالية: Emerson Santos) هو لاعب كرة قدم برازيلي في مركز الوسط، ولد في 27 فبراير 1992 في فييرا دي سانتانا في البرازيل. لعب مع غريميو بورتو أليغرينزي ونادي كوريتيبا.

## وصلات خارجية
- إيمرسون سانتوس على موقع قاعدة بيانات كرة القدم.إي يو (الإنجليزية)
- إيمرسون سانتوس على موقع Soccerway.com (الإنجليزية)